# Файн, Кит
Кит Файн (англ. Kit Fine; род. 26 марта 1946, Фарнборо, Гэмпшир) — британско-американский философ
, специалист по метафизике, логике и философии языка. Доктор философии (1969), профессор Нью-Йоркского университета (с 1997 года), Сильверовский (Silver professor) и Университетский профессор. Член Американской академии искусств и наук (2006), член-корреспондент Британской академии (2005). Лауреат премии Аннелизы Майер (2014).

## Биография и творчество
Его отец работал у известного логика Абрахама Робинсона. Пять братьев (среди них — экономист Ben Fine). Испытал влияние Бертрана Рассела.
Окончил Оксфорд (бакалавр B.A. философии, 1967), изучал Philosophy, politics and economics в Баллиол-колледже.
Докторскую степень по философии получил в Уорикском университете, где преподавал с 1967. Затем вернулся в Оксфорд, являлся младшим исследовательским феллоу в колледже Св. Иоанна - работал там до 1971, сотрудничал с Arthur Prior (вспоминал: «За четыре или пять лет, что я знал его, он значил для меня больше, чем кто-либо другой в моей карьере»), с подачи которого прежде отправился в Уорик. После смерти Arthur Prior подал заявку на замещение его должности, однако, как и Дерек Парфит, получил отказ; после чего отправился в Эдинбург. Позже получил приглашенное назначение в Стэнфорде, работал в Ирвайне, Энн-Арборе, с 1990 по 2000 год - в Калифорнийском университете в Лос-Анджелесе, и впоследствии - в Нью-Йоркском университете, где работает последние десятилетия.
Учился у него Steven Kuhn. С 1970 по 1990 К. Файн публиковался преимущественно по логике, затем обратится к метафизике: приблизительно с 1990 по 2000 год он в значительной степени занимался meta-metaphysics. Его работы также связаны с компьютерной наукой и ИИ. По замечанию Тимоти Уильямсона, работы К. Файна оказали революционное влияние на метафизику.
Среди отличий: Lebowitz Prize (2018), Sanders Lecture (2025).
Экс-редактор Journal of Symbolic Logic. Публиковался в Mind и Journal of Philosophy.
Экс-супруг Энн Файн, дочери — Корделия Файн и Ione Fine.

### Книги
- Worlds, Times and Selves (Duckworth, 1977)
- Reasoning with Arbitrary Objects (Blackwell, 1985)
- The Limits of Abstraction (OUP, 2002)
- Modality and Tense: Philosophical Papers (OUP, 2005)
- Semantic Relationism (Blackwell, 2007)
- Vagueness: A Global Approach